# Eleventh Air Force
La Eleventh Air Force è una forza aerea numerata della Pacific Air Forces. Il suo quartier generale è situato presso la Joint Base Elmendorf-Richardson, in Alaska.

## Organizzazione
Attualmente, al maggio 2017, essa controlla:
- 3d Wing
- 354th Fighter Wing, Eielson Air Force Base, Alaska
- 611th Air Operations Center
- 673rd Air Base Wing
- Pacific Air Forces Regional Support Center